# Internationale communiste révolutionnaire
L'Internationale communiste révolutionnaire (ICR), anciennement Tendance marxiste internationale (TMI), est une organisation internationale se revendiquant marxiste, léniniste et trotskiste, dont les principaux fondateurs sont Ted Grant et Alan Woods.
La Tendance marxiste internationale est l'objet d'une refondation officielle sous le nom d'Internationale communiste révolutionnaire (ICR) le 15 juin 2024, lors d'un congrès en Italie.

## Histoire

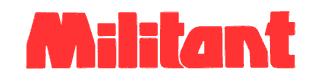
Logo de la Militant Tendency.

Militant (également connu sous le nom de tendance Militant) était un groupe d'entrisme au sein du Parti travailliste britannique basé autour du journal Militant, fondé en 1964. En 1974, Militant et ses alliés en Suède, en Irlande et dans d'autres pays formèrent le Comité pour une Internationale ouvrière. L'organisation gagna de nouveaux membres au cours des années 1970 et au début des années 1980 et domina le Parti travailliste à Liverpool. Elle devint le plus grand groupe trotskiste d'Europe[source secondaire nécessaire]. En 1983, les cinq membres du comité de rédaction du journal Militant furent expulsés pour avoir enfreint la constitution du Parti travailliste. Les expulsions de membres de Militant continuèrent tout au long du reste de la décennie,,.
Ted Grant fut longtemps dirigeant du Militant jusqu'à ce que celui-ci se divise au début de 1992 sur plusieurs questions et qu'il en soit expulsé. Mais lui et ses partisans formèrent alors le « Socialist Appeal » en Grande-Bretagne.

Drapeau de la Tendance marxiste internationale.

Lors de son Congrès mondial en 2004, l’organisation fut rebaptisée Tendance marxiste internationale (TMI),.

Logo de la Tendance marxiste internationale.

## Activité internationale
Fin 2009, un conflit éclata entre la direction de la MIT et les directions de ses sections en Espagne (El Militante), au Venezuela (Corriente Marxista Revolucionaria) et au Mexique. En janvier 2010, ces organisations, ainsi que le groupe en Colombie et une partie de la section au Mexique, rompirent avec la MIT et créèrent une nouvelle organisation internationale, la Gauche révolutionnaire, .
Les minorités au Venezuela et en Espagne choisirent de rester au sein de l’IMT et de créer de nouvelles sections. 
La nouvelle section vénézuélienne de l'IMT lança son journal, « Lucha de Clases », en avril 2010. 
La même année, une autre scission de moindre ampleur eut lieu. La majorité de la section suédoise, des factions de Pologne et de Grande-Bretagne ainsi que des individus de plusieurs autres sections quittèrent la TMI pour former un nouveau groupe appelé Vers une nouvelle tendance internationale.
La section iranienne de l'IMT s'est également divisée en raison de la position internationale sur les relations amicales du Venezuela avec le gouvernement iranien et a lancé en 2011 le « Renouveau marxiste ». 
Dans le cadre d’une réorganisation plus large de ses sections[Laquelle ?], la Tendance marxiste internationale s’est rebaptisée Internationale communiste révolutionnaire en juin 2024.

## Implantation internationale revendiquée
L'ICR revendique des sections dans une quarantaine de pays.
| Pays              | Nom de la section (traduction française) |
| ----------------- | --- |
| Afrique du Sud    | Revolutionary Communists of South Africa (Communistes révolutionnaires d'Afrique du Sud) |
| Allemagne         | Revolutionäre Kommunistische Partei (Parti communiste révolutionnaire) |
| Monde arabe       | Marxy.com |
| Argentine         | Organización Comunista Militante (Organisation communiste militante) |
| Autriche          | Revolutionäre Kommunistische Partei (Parti communiste révolutionnaire) |
| Belgique          | en Wallonie : Organisation communiste révolutionnaire en Flandre : Revolutionair Communistische Organisatie (Organisation communiste révolutionnaire)                                       |
| Brésil            | Organização Comunista Internacionalista (Organisation communiste révolutionnaire) |
| Canada Québec     | au Canada anglophone : Revolutionary Communist Party (Parti communiste révolutionnaire) au Québec : Parti communiste révolutionnaire                                                        |
| Danemark          | Revolutionært Kommunistisk Parti (Parti communiste révolutionnaire) |
| Espagne Catalogne | en Espagne : Organización Comunista Revolucionaria (Organisation communiste révolutionnaire) en Catalogne : Organització Comunista Revolucionària (Organisation communiste révolutionnaire) |
| États-Unis        | Revolutionary Communists of America (Communistes révolutionnaires d'Amérique) |
| Finlande          | Vallankumoukselliset kommunistit (Communistes révolutionnaires) |
| France            | Parti communiste révolutionnaire |
| Royaume-Uni       | Revolutionary Communist Party (en) (Parti communiste révolutionnaire) |
| Grèce             | Επαναστατική Κομμουνιστική Οργάνωση (Organisation communiste révolutionnaire) |
| Irlande           | Revolutionary Communists of Ireland (Communistes révolutionnaires d'Irlande) |
| Italie            | Partito Comunista Rivoluzionario (Parti communiste révolutionnaire) |
| Malaisie          | Ombak Revolusi (Les Vagues de la révolution) |
| Mexique           | Organización Comunista Revolucionaria (Organisation communiste révolutionnaire) |
| Nigeria           | Marxist Alternative (Alternative marxiste) |
| Norvège           | Revolusjon (Révolution) |
| Nouvelle-Zélande  | Socialist Appeal (L'Appel socialiste) |
| Pakistan          | انقلابی کمیونسٹ پارٹی (Parti communiste révolutionnaire) |
| Pays-Bas          | Revolutionaire Communisten (Communistes révolutionnaires) |
| Pologne           | Czerwony Front (Front rouge) |
| Porto Rico        | Rumbo Alterno (Voie alternative) |
| Portugal          | Coletivo Comunista Revolucionário (Collectif communiste révolutionnaire) |
| Salvador          | Revolución Comunista (Révolution communiste) |
| Suède             | Revolutionära Kommunistiska Partiet (Parti communiste révolutionnaire) |
| Suisse            | en Suisse alémanique : Revolutionäre Kommunistische Partei (Parti communiste révolutionnaire) en Suisse romande : Parti communiste révolutionnaire                                          |
| Taïwan            | 台灣革命共產主義 (Communistes révolutionnaires de Taïwan) |
| Tchécoslovaquie   | Komunistická Avantgarda (Avant-garde communiste) |
| Ukraine           | Комуна (Commune) |
| Yougoslavie       | en serbo-croate : Revolucionarni Komunistički Savez en macédonien : Револуционерен Kомунистички Cојуз en slovène : Revolucionarna Komunistična Zveza (Ligue communiste révolutionnaire)     |
| Venezuela         | Lucha de Clases (Lutte des classes) |